# گایگس د هرنیخا
گایگس د هرنیخا (به اسپانیایی: Gallegos de Hornija) یک شهرستان در اسپانیا است که در استان وایادولید واقع شده‌است.